# عبد الله حمد محارب
عبد الله حمد محارب ولد سنة 1946 في الكويت وتوفي بتاريخ 4 مايو 2017 في تونس وهو مفكر وكاتب كويتي متحصل على دكتوراه فلسفة في الآداب وشغل منذ عام 2013 وحتى وفاته منصب مدير عام المنظمة العربية للتربية والثقافة والعلوم 

## المؤهلات العلمية
- الدرجة العلمية: دكتوراه الفلسفة في الآداب
- حقل التخصص: اللغة العربية
- التخصص الدقيق للدكتوراه: الدراسات الأدبية (أدب قديم) بمرتبة الشرف الأولى
- لغة الدراسة أو البحث: العربية
- المؤسسة التي اصدرت الدرجة: جامعة القاهرة – كلية دار العلوم
- تاريخ تلقي الدرجة: 1987/9/27 م.
- عنوان أطروحة الدكتوراة: الجزء الثالث من الموازنة بين الطائيين للآمدي : دراسة وتحقيق.
- عنوان أطروحة الماجستير: أبو تمام بين ناقديه قديما وحديثا، بتقدير ممتاز في 1983/6/28 م، من كلية الآداب – جامعة الإسكندرية.
- اللغات: اللغة الإنجليزية (جيد)

## الخبرة التدريسية
- أستاذ في قسم اللغة العربية – جامعة الكويت من سنة 2002 م.
- مدرس منتدب : الفصل الدراسي للعام الدراسي 93/92 وحتى نهاية الفصل الدراسي الثاني y97/96

## العضوية في الهيئات العلمية
- عضو في اللجنة العليا للموسوعة الكويتية (الديوان الأميري) سابقا
- عضو مجلس إدارة الصندوق الوقفي للثقافة والفكر (سابقا).
- مستشار في مركز البحوث والدراسات الكويتية.
- عضو لجنة تشجيع المؤلفات الكويتية في المجلس الوطني للثقافة والفنون والآداب (94/93) سابقا.
- عضو لجنة جوائز مؤسسة الكويت للتقدم العلمي لمعرض الكويت الحادي والعشرين للكتاب للعام 1996 م.
- عضو فريق الثقافة والفكر في اللجنة العليا لتطبيق الشريعة الإسلامية (الديوان الأميري) سابقا.
- عضو مؤسسة البابطين للدراسات.
- عضو في مجلس إدارة مؤسسة البابطين للتواصل الحضاري مع أحفاد الإمام البخاري.
- عضو في لجنة الرقابة على الكتب – وزارة الإعلام (سابقا).
- عضو في جمعية الصحفيين الكويتية.
- عضو في مجلس إدارة المعهد العالي للفنون المسرحية.
- عضو في اللجنة العليا لدعم المطبوعات الإبداعية وإجازة التفرغ للإنتاج الفني والأدبي في المجلس الوطني للثقافة والفنون والآداب.
- عضو في هيئة تحرير مجلة الحوليات، كلية الآداب جامعة الكويت (سابقا).
- عضو في هيئة تحرير لجنة التأليف والتعريب والنشر بمجلس النشر العلمي في جامعة الكويت.
- عضو في لجنة إعداد امتحان القبول في اللغة العربية للطلاب المتقدمين للالتحاق بجامعة الكويت.
- عضو لجنة الاعداد لعدد من المؤتمرات التربوية بجمعية المعلمين الكويتية.

## الخبرات العلمية
- مدرس في ثانوية خيطان وزارة التربية.
- وكيل ثانوية الجاحظ.
- ملحق ثقافي في القاهرة من 1978 - 1982 م.
- مستشار ثقافي ورئيس المكتب الثقافي في القاهرة 1982 - 1992 م.
- عميد المستشارين الثقافيين العرب في القاهرة.
- مستشار في مركز البحوث والدراسات الكويتية.
- مدير معهد المخطوطات – الكويت – سابقا.
- مدرس في كلية الآداب – قسم اللغة العربية بالانتداب الكامل لمدة ثلاث سنوات متصلة، ثم سنة انتداب جزئي.
- عضو لجنة رعاية المواطنين الكويتيين في القاهرة أثناء فترة الغزو.
- مستشار ثقافي ورئيس المكتب الثقافى في القاهرة من 1997 وحتى سنة 2000 م.
- أستاذ مساعد في كلية الآداب قسم اللغة العربية – جامعة الكويت.
- مستشار في مجلس الوزراء الكويت 1993 - 2013.
- مدير عام المنظمة العربية للتربية والثقافة والعلوم (ألكسو) : 2013 - 2017

## الإنتاج العلمي

### البحوث
- الثقافة في الكويت والغزو العراقي، تضمن البحث دراسة عن أدب وثقافة المقاومة أثناء فترة الغزو في الكويت (57 صفحة) حوليات كلية الآداب
- من اسمه مسعود من الفرسان والسادة والشعراء للآمدي (الحسن بن بشر). (مجلة معهد المخطوطات عدد نوفمبر 99) 29 صفحة (دراسة وتحقيق)
- الشعر العربي ومحنة الحداثة، مجلة المجمع العلمي المصري، عدد أبريل سنة 2000 م، (49 صفحة)
- من كتاب (تفسير معاني أبيات أبي تمام) للآمدي، دراسة وتحقيق، مجلة كلية دار العلوم – جامعة القاهرة، (37 صفحة).
- شعر البحتري بين ديوانه والموازنة للآمدي، مجلة كلية الآداب – جامعة القاهرة (31 صفحة).
- شعر أبي تمام بين ديوانه بشرح التبريزي والموازنة للآمدي، مجلة مجمع اللغة العربية بالقاهرة، (27 صفحة).
- ردود المرزوقي على الصولي في شرح شعر أبي تمام، تحليل ودراسة، مجلة العلوم الإنسانية – جامعة الكويت.
- النسخة الأندلسية من ديوان أبي تمام، دراسة وثائقية وتحليل نقدي، مجلة معهد المخطوطات العربية.
- المتنبي في كتابي الصناعتين وديوان المعاني لأبي هلال العسكري، تحليل ودراسة، المجلة العربية للعلوم الإنسانية.
- مما انفرد به أبو الحسن علي بن محمد البياري فيما وصل إلينا من شرحه للحماسة، دراسة وتحقيق.
- قصائد وأبيات لأبي تمام لم ترد في نسخ ديوانه المطبوعة، مجلة الحوليات، كلية الآداب جامعة الكويت.

### الكتب
- أبو تمام بين ناقديه قديما وحديثا، مكتبة الخانجي 1990 م.
- الموازنة بين أبي تمام والبحتري لأبي القاسم الحسن بشر الآمدي، تحقيق ودراسة مكتبة الخانجي القاهرة 1990.
- زيارة لبيت العنكبوت – مركز البحوث والدراسات الكويتية، 2000 م.
- أوطان عطشى للإسلام (في أدب الرحلات) – خاص – مطبعة الخط، الكويت.
- وثائق لا تموت، عرض ودراسة لوثائق الكويت وتطويرها ووثائق الغزو العراقي، وبلاء الكويتيين مدنيين وعسكريين في التصدي للعدوان – مركز البحوث الدراسات الكويتية.
- ما وصل إلينا من كتاب: الانتصار من ظلمة أبي تمام للمرزوقي، دراسة وتحقيق، حوليات كلية الآداب جامعة الكويت.
- الكويت ومصر (دراسة توثيقية في العلاقات الثقافية والسياسية والاقتصادية).
- الشيخ حمد محارب – حياته وشعره.
- النسخة الأندلسية من ديوان أبي تمام رواية أبي علي القالي، نشر لجنة التأليف والتعريب والنشر بمجلس النشر العلمي بجامعة الكويت.
- الآمدي، الحسن بن بشر بين الموازنة وآثار له نادرة، مكتبة آفاق، الكويت.

### المساهمة في كتب
- الكويت وجودا وحدودا.
- موسوعة العالم الإسلامي، الفصل الخاص بالكويت.
- ترسيم الحدود الكويتية العراقية- الحق التاريخي والإرادة الدولية.[2]
- العدوان العراقي الحقيقة والمأساة.
- الألغام الأرضية وتدمير البيئة الكويتية.
- خنادق النفط وتدمير البيئة الكويتية.
- الكويت من عليائها.
- عدوان على العقل، بالاشتراك مع الأستاذ الدكتور سمعان بطرس سمعان.[3]

### بحوث مقدمة لمؤتمرات في الكويت وخارجها
```
 * تعقيب على بحث حول تاريخ الكويت ندوة عالم المعرفة (العدوان العراقي على الكويت) عام 1993 م.
```

- الثقافة في الكويت من منظور تاريخي، كلية الآداب – جامعة محمد الخامس – الدار البيضاء – المغرب نوفمبر 1995 م.
- مشاهدات في بلاد منسية – كلية التربية الإسلامية – الهيئة العامة للتعليم التطبيقي والتدريب – الكويت – مارس 1997 م.
- بحث في الموسم الثقافي لجمعية الاجتماعيين، حول الديمقراطية في الكويت – نظرة تاريخية.
- بحث ألقي في الموسم الثقافي بكلية الشريعة بجامعة الكويت بعنوان الحداثة وأثرها في الأدب العربي، الكويت.
- تعقيب على ورقة الدكتور عبد العزيز التويجري المدير العام للمنظمة الإسلامية للتربية والعلوم والثقافة (التنمية الثقافية في ضوء المنظور الإسلامي). مقدمة إلى ندوة: التنمية في إطار الفكر الإسلامي الكويت في الفترة من 11 - 13 مارس 1996 م.
- بحث حول العلاقات العربية – العربية، ألقي في أسبوع الاحتفال بالتآخي بين محافظة الفروانية والإسكندرية في شهر 4 /2001 م.
- تعقيب على ورقة الدكتور علي الهاشمي حول شعر الشيخ إبراهيم الخليفة.
- الثقافة في الكويت جذورها وآفاقها، محاضرة ألقيت في الاحتفال بالتآخي بين محافظة الفروانية ومحافظة ريف دمشق، يونيو 2002 م.
- بحث بعنوان: (مخطوطات ألفية نفيسة ونادرة) ألقي في المؤتمر الدولي الذي عقد في مكتبة الاسكندريّة.